# 沃伊切赫·鲁迪
沃伊切赫·鲁迪（波蘭語：Wojciech Rudy，1952年10月24日—），波兰男子足球运动员，司职中场。他曾代表波兰国奥队参加1976年夏季奥林匹克运动会足球比赛，获得一枚银牌。